# Liste des monuments aux morts en Lot-et-Garonne
Pour un article plus général, voir Liste des œuvres d'art de Lot-et-Garonne.
Cet article vise à recenser les monuments aux morts en Lot-et-Garonne, en France.

## Liste
Les monuments sont classés par ordre alphabétique de communes, ou anciennes communes. Si une commune possède plusieurs monuments, ils sont classés par ordre chronologique des conflits commémorés.
| Œuvre                                                                            | Auteur                                                                  | Commune                      | Localisation                                                                                 | Notes                                                                                      | Installation | Coordonnées                      | Illustration |
| -------------------------------------------------------------------------------- | ----------------------------------------------------------------------- | ---------------------------- | -------------------------------------------------------------------------------------------- | ------------------------------------------------------------------------------------------ | ------------ | -------------------------------- | --- |
| Piédestal du monument aux morts de 1870-1871,                                    | À déterminer                                                            | Agen                         | Dans le jardin du lycée Bernard-Palissy, au bord de la RD 656                                | La statue Gloria Victis est volée en septembre 2008.                                       | 1883         | à géolocaliser                   | Image manquante |
| Monument aux morts de 1870-1871,                                                 | Pierre-Étienne Daniel Campagne                                          | Agen                         | Sur la place Armand-Fallières                                                                |                                                                                            | 1902         | à géolocaliser                   | Monument aux morts de 1870-1871« Monument aux morts de 1870-1871 à Agen », sur À nos grands hommes,« Monument des Mobiles, 1870-1871 à Agen », sur e-monumen |
| Monument aux morts                                                               | Daniel-Joseph Bacqué                                                    | Agen                         | Sur la place Armand-Fallières                                                                | Inscrit MH (2014).                                                                         | 1923         | 44° 12′ 00″ nord, 0° 36′ 58″ est | Monument aux morts d'Agen |
| Monument aux morts de 1914-1918                                                  | À déterminer                                                            | Agen                         | Dans la cathédrale Saint-Caprais                                                             |                                                                                            | À déterminer | à géolocaliser                   | Monument aux morts de 1914-1918 |
| Monument aux morts de 1914-1918                                                  | Jean-Bernard Descomps                                                   | Agen                         | Sur l'esplanade du lycée Bernard-Palissy                                                     |                                                                                            | 1925         | 44° 11′ 59″ nord, 0° 37′ 21″ est | Image manquante |
| Monument aux morts du 9e régiment d'infanterie                                   | À déterminer                                                            | Agen                         | À déterminer                                                                                 | Commémore les soldats du 9e régiment d'infanterie.                                         | À déterminer | à géolocaliser                   | Monument aux morts du 9e régiment d'infanterie |
| Monument aux morts du 18e régiment d'artillerie et du 218e régiment d'artillerie | À déterminer                                                            | Agen                         | Dans la caserne du 48e régiment de transmissions : quartier Toussaint, 87 avenue Jean Jaurès | Commémore les soldats du 18e régiment d'artillerie et du 218e régiment d'artillerie.       | À déterminer | à géolocaliser                   | Image manquante |
| Monument aux morts en Afrique du Nord                                            | À déterminer                                                            | Agen                         | À l'entrée du pont-canal                                                                     |                                                                                            | À déterminer | à géolocaliser                   | Monument aux morts en Afrique du Nord |
| Monument aux morts                                                               | À déterminer                                                            | Agmé                         | À côté de l'église Saint-Vincent                                                             |                                                                                            | À déterminer | à géolocaliser                   | Image manquante |
| Monument aux morts                                                               | À déterminer                                                            | Agnac                        | Dans la mairie                                                                               | Plaque.                                                                                    | À déterminer | à géolocaliser                   | Image manquante |
| Monument aux morts                                                               | Daniel-Joseph Bacqué                                                    | Aiguillon                    | Sur la place Clemenceau, À côté de l'église Saint-Félix                                      |                                                                                            | 1923         | à géolocaliser                   | Monument aux morts« Monument aux morts de la guerre 1914-1918 à Aiguillon », sur À nos grands hommes                                                         |
| Monument aux morts                                                               | À déterminer                                                            | Allemans-du-Dropt            | À côté de l'église Saint-Eutrope                                                             |                                                                                            | À déterminer | à géolocaliser                   | Monument aux morts |
| Monument aux morts                                                               | À déterminer                                                            | Allez-et-Cazeneuve           | À côté de la salle des fêtes                                                                 |                                                                                            | À déterminer | à géolocaliser                   | Image manquante |
| Monument aux morts                                                               | À déterminer                                                            | Allons                       | À déterminer                                                                                 |                                                                                            | À déterminer | à géolocaliser                   | Monument aux morts |
| Monument aux morts                                                               | À déterminer                                                            | Ambrus                       | À côté de l'église Notre-Dame                                                                |                                                                                            | À déterminer | à géolocaliser                   | Image manquante |
| Monument aux morts                                                               | À déterminer                                                            | Andiran                      | Devant la mairie                                                                             |                                                                                            | À déterminer | à géolocaliser                   | Image manquante |
| Monument aux morts                                                               | À déterminer                                                            | Antagnac                     | Dans le cimetière, à côté de l'église Saint-Jean-Baptiste                                    |                                                                                            | À déterminer | à géolocaliser                   | Monument aux morts |
| Monument aux morts                                                               | À déterminer                                                            | Anthé                        | Dans le cimetière                                                                            |                                                                                            | À déterminer | à géolocaliser                   | Image manquante |
| Monument aux morts                                                               | À déterminer                                                            | Anzex                        | À côté de l'église Sainte-Radegonde-et-Sainte-Christine                                      |                                                                                            | À déterminer | à géolocaliser                   | Image manquante |
| Monument aux morts                                                               | À déterminer                                                            | Argenton                     | Dans le cimetière                                                                            |                                                                                            | À déterminer | à géolocaliser                   | Monument aux morts |
| Monument aux morts                                                               | À déterminer                                                            | Armillac                     | À côté de l'église Notre-Dame                                                                |                                                                                            | À déterminer | à géolocaliser                   | Image manquante |
| La Défense du drapeau (d) (monument aux morts de 1870-1871)                      | Copie d'après Aristide Croisy                                           | Astaffort                    | Sur la place André Routier, au bord de la RD 15, à côté de la salles des fêtes               |                                                                                            | À déterminer | à géolocaliser                   | Image manquante |
| Monument aux morts                                                               | Jean-Bernard Descomps                                                   | Astaffort                    | Sur la place de la Craste, à côté de l'église Sainte-Geneviève                               |                                                                                            | 1925         | 44° 03′ 50″ nord, 0° 39′ 04″ est | Monument aux morts d'Astaffort |
| Monument aux morts                                                               | À déterminer                                                            | Aubiac                       | Dans le cimetière                                                                            |                                                                                            | À déterminer | à géolocaliser                   | Image manquante |
| Monument aux morts                                                               | À déterminer                                                            | Auradou                      | À déterminer                                                                                 |                                                                                            | À déterminer | à géolocaliser                   | Image manquante |
| Monument aux morts                                                               | À déterminer                                                            | Auriac-sur-Dropt             | À l'entrée du cimetière, contre le mur d'enceinte                                            |                                                                                            | À déterminer | à géolocaliser                   | Monument aux morts |
| Monument aux morts                                                               | À déterminer                                                            | Bajamont                     | À côté de l'église de Saint-Arnaud                                                           |                                                                                            | À déterminer | à géolocaliser                   | Image manquante |
| Monument aux morts                                                               | À déterminer                                                            | Baleyssagues                 | Dans le cimetière                                                                            |                                                                                            | 1924         | à géolocaliser                   | Monument aux morts |
| Monument aux morts                                                               | À déterminer                                                            | Barbaste                     | À côté de l'église Notre-Dame                                                                |                                                                                            | À déterminer | à géolocaliser                   | Monument aux morts |
| Monument aux morts                                                               | À déterminer                                                            | Bazens                       | À côté de l'église Saint-Martial                                                             |                                                                                            | 1922         | à géolocaliser                   | Monument aux morts |
| Monument aux morts                                                               | À déterminer                                                            | Beaugas                      | Dans la mairie                                                                               | Plaque.                                                                                    | À déterminer | à géolocaliser                   | Image manquante |
| Monument aux morts                                                               | À déterminer                                                            | Beaupuy                      | À côté de l'église Saint-Vincent                                                             |                                                                                            | À déterminer | à géolocaliser                   | Monument aux morts |
| Monument aux morts                                                               | Jean-Bernard Descomps                                                   | Beauville                    | Sur la place Claude-Archambault-de-Vençay, à côté de la mairie                               |                                                                                            | 1923         | à géolocaliser                   | Monument aux morts« Monument aux morts de 1914-1918 à Beauville », sur À nos grands hommes                                                                   |
| Monument aux morts                                                               | À déterminer                                                            | Beauziac                     | En face de la mairie                                                                         |                                                                                            | À déterminer | à géolocaliser                   | Monument aux morts |
| La Victoire (monument aux morts)                                                 | Antoine Bourlange                                                       | Bias                         | À l'entrée cimetière                                                                         | Érigé[Où ?] à Villeneuve-sur-Lot en 1923. Retiré et érigé à l'entrée du cimetière en 1935. | 1999         | 44° 25′ 03″ nord, 0° 40′ 07″ est | Monument aux morts de Bias |
| Monument aux morts                                                               | À déterminer                                                            | Birac-sur-Trec               | À côté de l'église Saint-Georges                                                             |                                                                                            | À déterminer | à géolocaliser                   | Monument aux morts |
| Monument aux morts                                                               | À déterminer                                                            | Blanquefort-sur-Briolance    | À côté de la mairie                                                                          |                                                                                            | 1922         | à géolocaliser                   | Monument aux morts |
| Monument aux morts                                                               | À déterminer                                                            | Blaymont                     | À côté de la mairie                                                                          |                                                                                            | À déterminer | à géolocaliser                   | Monument aux morts |
| Monument aux morts                                                               | À déterminer                                                            | Boé                          | À côté de l'église Saint-Sulpice                                                             |                                                                                            | À déterminer | à géolocaliser                   | Image manquante |
| Monument aux morts                                                               | À déterminer                                                            | Bon-Encontre                 | À déterminer                                                                                 |                                                                                            | À déterminer | à géolocaliser                   | Image manquante |
| Monument aux morts                                                               | À déterminer                                                            | Bouglon                      | Sur la façade de la mairie                                                                   |                                                                                            | À déterminer | à géolocaliser                   | Monument aux morts |
| Monument aux morts                                                               | À déterminer                                                            | Bourgougnague                | Au bord de la RD 1, à côté du cimetière                                                      |                                                                                            | À déterminer | à géolocaliser                   | Image manquante |
| Monument aux morts de 1914-1918                                                  | À déterminer                                                            | Bourlens                     | Dans l'église Saint-Pierre-aux-Liens                                                         |                                                                                            | À déterminer | à géolocaliser                   | Monument aux morts de 1914-1918 |
| Poilu au repos (monument aux morts)                                              | Copie d'après Étienne Camus                                             | Bourlens                     | À côté de l'église Saint-Pierre-aux-Liens                                                    |                                                                                            | À déterminer | à géolocaliser                   | Poilu au repos (monument aux morts) |
| Monument aux morts                                                               | À déterminer                                                            | Bournel                      | À côté de l'église Sainte-Marie-Madeleine                                                    |                                                                                            | À déterminer | à géolocaliser                   | Image manquante |
| Monument aux morts                                                               | À déterminer                                                            | Bourran                      | Devant la mairie                                                                             |                                                                                            | À déterminer | à géolocaliser                   | Monument aux morts |
| Monument aux morts                                                               | À déterminer                                                            | Boussès                      | À côté de l'église Saint-Loup                                                                |                                                                                            | À déterminer | à géolocaliser                   | Image manquante |
| Monument aux morts                                                               | À déterminer                                                            | Brax                         | À côté de l'église Saint-Pierre                                                              |                                                                                            | À déterminer | à géolocaliser                   | Image manquante |
| Poilu au repos (monument aux morts)                                              | Copie d'après Étienne Camus                                             | Bruch                        | À déterminer                                                                                 |                                                                                            | À déterminer | à géolocaliser                   | Poilu au repos (monument aux morts) |
| Monument aux morts                                                               | À déterminer                                                            | Brugnac                      | Sur un mur du cimetière, à côté de l'église Saint-Pierre                                     |                                                                                            | À déterminer | à géolocaliser                   | Image manquante |
| Monument aux morts                                                               | Georges Pujol (architecte)                                              | Buzet-sur-Baïse              | Au lieu-dit « la butte »                                                                     |                                                                                            | 1922         | à géolocaliser                   | Monument aux morts |
| Monument aux fusillés du 22 juin 1944                                            | À déterminer                                                            | Buzet-sur-Baïse              | À déterminer                                                                                 |                                                                                            | À déterminer | à géolocaliser                   | Monument aux fusillés du 22 juin 1944 |
| Monument aux morts                                                               | À déterminer                                                            | Cahuzac                      | À déterminer                                                                                 |                                                                                            | À déterminer | à géolocaliser                   | Image manquante |
| Monument aux morts                                                               | À déterminer                                                            | Calignac                     | En face du cimetière                                                                         |                                                                                            | À déterminer | à géolocaliser                   | Image manquante |
| Monument aux morts                                                               | À déterminer                                                            | Calonges                     | Sur la façade de la mairie                                                                   |                                                                                            | À déterminer | à géolocaliser                   | Image manquante |
| Monument aux morts                                                               | À déterminer                                                            | Cambes                       | À côté de l'église Notre-Dame                                                                |                                                                                            | À déterminer | à géolocaliser                   | Monument aux morts |
| Monument aux morts                                                               | À déterminer                                                            | Cancon                       | À côté de la mairie                                                                          |                                                                                            | À déterminer | à géolocaliser                   | Monument aux morts |
| Monument aux morts                                                               | À déterminer                                                            | Casseneuil                   | À côté du cimetière                                                                          |                                                                                            | À déterminer | à géolocaliser                   | Image manquante |
| Monument aux morts                                                               | À déterminer                                                            | Cassignas                    | Dans la mairie                                                                               | Plaque.                                                                                    | À déterminer | à géolocaliser                   | Image manquante |
| Monument aux morts                                                               | À déterminer                                                            | Castelculier                 | À Saint-Amans, à côté de l'église Saint-Amans                                                |                                                                                            | À déterminer | à géolocaliser                   | Image manquante |
| Monument aux morts                                                               | Daniel-Joseph Bacqué                                                    | Casteljaloux                 | Sur la place Jean-Jaurès                                                                     | Inscrit MH (2014).                                                                         | À déterminer | 44° 18′ 50″ nord, 0° 05′ 03″ est | Monument aux morts de Casteljaloux |
| Monument aux morts                                                               | À déterminer                                                            | Castella                     | Contre le mur du cimetière                                                                   |                                                                                            | À déterminer | à géolocaliser                   | Image manquante |
| Monument aux morts                                                               | Jacques Estrigos                                                        | Castelmoron-sur-Lot          | Intersection de la route de Monclar et de la route de Verteuil                               |                                                                                            | 1924         | à géolocaliser                   | Image manquante |
| Monument aux morts                                                               | À déterminer                                                            | Castelnau-sur-Gupie          | Dans le cimetière, à côté de l'église Saint-Front                                            |                                                                                            | À déterminer | à géolocaliser                   | Image manquante |
| Monument aux morts                                                               | À déterminer                                                            | Castelnaud-de-Gratecambe     | À côté de la mairie                                                                          |                                                                                            | À déterminer | 44° 29′ 51″ nord, 0° 40′ 06″ est | Monument aux morts de Castelnaud-de-Gratecambe |
| Monument aux morts                                                               | À déterminer                                                            | Castillonnès                 | Sur la place de l'Ormière                                                                    | Remplace le précédent monument.                                                            | 2015         | à géolocaliser                   | Image manquante |
| Monument aux morts                                                               | À déterminer                                                            | Caubeyres                    | Sur la place de la Mairie                                                                    |                                                                                            | À déterminer | à géolocaliser                   | Monument aux morts |
| Monument aux morts                                                               | À déterminer                                                            | Caubon-Saint-Sauveur         | Sur la façade de la mairie                                                                   |                                                                                            | À déterminer | à géolocaliser                   | Monument aux morts |
| Monument aux morts                                                               | À déterminer                                                            | Caudecoste                   | À déterminer                                                                                 |                                                                                            | À déterminer | à géolocaliser                   | Image manquante |
| Monument aux morts                                                               | À déterminer                                                            | Caumont-sur-Garonne          | À côté de l'église Saint-Germain                                                             |                                                                                            | À déterminer | à géolocaliser                   | Monument aux morts |
| Monument aux morts                                                               | À déterminer                                                            | Cauzac                       | À déterminer                                                                                 |                                                                                            | À déterminer | à géolocaliser                   | Image manquante |
| Monument aux morts                                                               | À déterminer                                                            | Cavarc                       | À côté du cimetière et de l'église Saint-Dizier                                              |                                                                                            | À déterminer | à géolocaliser                   | Image manquante |
| Monument aux morts                                                               | À déterminer                                                            | Cazideroque                  | À côté de l'église Saint-Gilles                                                              |                                                                                            | À déterminer | à géolocaliser                   | Image manquante |
| Monument aux morts                                                               | Eugène Delpech                                                          | Clairac                      | Dans le jardin public devant la mairie, avenue du général de Gaulle                          | Inscrit MH (2014).                                                                         | 1921         | à géolocaliser                   | Image manquante |
| Monument aux morts de 1870-1871                                                  | Augustin Fumadelles                                                     | Clermont-Dessous             | À déterminer                                                                                 | Également appelé Monument aux Mobiles.                                                     | À déterminer | à géolocaliser                   | Image manquante |
| Monument aux morts                                                               | À déterminer                                                            | Clermont-Dessous             | En face de la mairie                                                                         |                                                                                            | 1925         | à géolocaliser                   | Image manquante |
| Monument aux morts                                                               | À déterminer                                                            | Clermont-Soubiran            | À côté de l'église Sainte-Victoire                                                           |                                                                                            | À déterminer | à géolocaliser                   | Monument aux morts |
| Monument aux morts                                                               | Eugène Bourgouin                                                        | Cocumont                     | Sur la place des Vignerons, devant la mairie                                                 |                                                                                            | 1922         | à géolocaliser                   | Monument aux morts« Monument aux morts de 1914-1918 à Cocumont », sur À nos grands hommes                                                                    |
| Monument aux morts de 1914-1918                                                  | À déterminer                                                            | Colayrac-Saint-Cirq          | Dans l'église de l'Immaculée-Conception                                                      |                                                                                            | À déterminer | à géolocaliser                   | Monument aux morts de 1914-1918 |
| Le Poilu mourant en défendant le Drapeau (monument aux morts)                    | Gourdon                                                                 | Colayrac-Saint-Cirq          | Sur la place Léopold Marquez                                                                 |                                                                                            | À déterminer | 44° 13′ 11″ nord, 0° 33′ 08″ est | Monument aux morts de Colayrac-Saint-Cirq |
| Monument aux morts                                                               | À déterminer                                                            | Condezaygues                 | Sur la place du 19 Mars 1962                                                                 |                                                                                            | À déterminer | à géolocaliser                   | Image manquante |
| Monument aux morts                                                               | À déterminer                                                            | Coulx                        | À déterminer                                                                                 |                                                                                            | À déterminer | à géolocaliser                   | Image manquante |
| Monument aux morts                                                               | À déterminer                                                            | Courbiac                     | Sous le porche de l'église Saint-Vincent                                                     | Plaque.                                                                                    | À déterminer | à géolocaliser                   | Image manquante |
| Monument aux morts                                                               | À déterminer                                                            | Cours                        | À côté de l'église                                                                           |                                                                                            | À déterminer | à géolocaliser                   | Image manquante |
| Monument aux morts                                                               | À déterminer                                                            | Couthures-sur-Garonne        | Dans l'église Saint-Léger                                                                    |                                                                                            | À déterminer | à géolocaliser                   | Monument aux morts |
| Monument aux morts                                                               | Paul Lagueins                                                           | Couthures-sur-Garonne        | Intersection de la rue des Tilleuls et de la rue de la Poste, à côté de la mairie            | Inscrit MH (2014).                                                                         | À déterminer | 44° 30′ 49″ nord, 0° 04′ 41″ est | Monument aux morts de Couthures-sur-Garonne |
| Monument aux morts                                                               | À déterminer                                                            | Cuq                          | À côté de l'église Saint-Caprais                                                             |                                                                                            | À déterminer | à géolocaliser                   | Image manquante |
| Monument aux morts                                                               | À déterminer                                                            | Cuzorn                       | Sur le parvis de l'église Saint-Martin                                                       |                                                                                            | À déterminer | à géolocaliser                   | Monument aux morts |
| Monument aux morts                                                               | A. Giannoni                                                             | Damazan                      | Boulevard de la Résistance                                                                   |                                                                                            | À déterminer | à géolocaliser                   | Image manquante |
| Monument aux morts                                                               | À déterminer                                                            | Dausse                       | À côté de l'église Notre-Dame                                                                |                                                                                            | À déterminer | à géolocaliser                   | Monument aux morts |
| Statue de Jeanne d'Arc (monument aux morts)                                      | À déterminer                                                            | Dolmayrac                    | Dans l'église Saint-Urbain                                                                   | Représente Jeanne d'Arc.                                                                   | À déterminer | à géolocaliser                   | Statue de Jeanne d'Arc (monument aux morts) |
| Monument aux morts                                                               | À déterminer                                                            | Dolmayrac                    | Devant l'école                                                                               |                                                                                            | À déterminer | à géolocaliser                   | Monument aux morts |
| Ange de la Reconnaissance couronnant un soldat (monument aux morts)              | Copie d'après Charles Desvergnes                                        | Dondas                       | À déterminer                                                                                 |                                                                                            | À déterminer | à géolocaliser                   | Image manquante |
| Monument aux morts                                                               | À déterminer                                                            | Doudrac                      | Devant le cimetière                                                                          |                                                                                            | À déterminer | à géolocaliser                   | Monument aux morts |
| Monument aux morts                                                               | À déterminer                                                            | Douzains                     | À côté de la mairie                                                                          |                                                                                            | À déterminer | 44° 38′ 02″ nord, 0° 32′ 22″ est | Monument aux morts de Douzains |
| Monument aux morts                                                               | À déterminer                                                            | Durance                      | Devant l'école                                                                               |                                                                                            | À déterminer | à géolocaliser                   | Image manquante |
| Monument aux morts                                                               | À déterminer                                                            | Duras                        | Sur la place de la Résistance                                                                |                                                                                            | 1924         | à géolocaliser                   | Monument aux morts« Monument aux morts de 1914-1918 à », sur À nos grands hommes                                                                             |
| Monument aux morts                                                               | À déterminer                                                            | Engayrac                     | À côté de l'église Saint-Pierre-aux-Liens                                                    |                                                                                            | À déterminer | à géolocaliser                   | Monument aux morts |
| Monument aux morts                                                               | À déterminer                                                            | Escassefort                  | Sur la place Léopold Renon, à côté de l'église Sainte-Martianne                              |                                                                                            | À déterminer | 44° 32′ 54″ nord, 0° 14′ 15″ est | Monument aux morts d'Escassefort |
| Monument aux morts                                                               | À déterminer                                                            | Esclottes                    | À côté de l'église Saint-Blaise                                                              |                                                                                            | À déterminer | à géolocaliser                   | Image manquante |
| Monument aux morts                                                               | À déterminer                                                            | Espiens                      | À déterminer                                                                                 |                                                                                            | À déterminer | à géolocaliser                   | Image manquante |
| Monument aux morts                                                               | À déterminer                                                            | Estillac                     | En face de l'église Saint-Jean-Baptiste                                                      |                                                                                            | À déterminer | à géolocaliser                   | Monument aux morts |
| Monument aux morts                                                               | À déterminer                                                            | Fals                         | À déterminer                                                                                 |                                                                                            | À déterminer | à géolocaliser                   | Image manquante |
| Monument aux morts                                                               | À déterminer                                                            | Fargues-sur-Ourbise          | À côté de l'église Saint-Cyr                                                                 |                                                                                            | À déterminer | à géolocaliser                   | Monument aux morts |
| Monument aux morts                                                               | À déterminer                                                            | Fauguerolles                 | À l'entrée du cimetière, à côté de l'église Saint-Martin                                     |                                                                                            | À déterminer | à géolocaliser                   | Monument aux morts |
| Monument aux morts                                                               | L. Boé                                                                  | Fauillet                     | À déterminer                                                                                 |                                                                                            | À déterminer | à géolocaliser                   | Monument aux morts |
| Monument aux morts                                                               | À déterminer                                                            | Ferrensac                    | À côté de l'église Saint-Étienne                                                             |                                                                                            | À déterminer | à géolocaliser                   | Monument aux morts |
| Monument aux morts                                                               | Daniel-Joseph Bacqué                                                    | Feugarolles                  | À déterminer                                                                                 |                                                                                            | 1922         | à géolocaliser                   | Monument aux morts |
| Monument aux morts                                                               | À déterminer                                                            | Fieux                        | À côté de l'église Saint-Pierre-et-Saint-Paul                                                |                                                                                            | À déterminer | à géolocaliser                   | Image manquante |
| Monument aux morts                                                               | À déterminer                                                            | Fongrave                     | À côté de l'église Saint-Léger                                                               |                                                                                            | À déterminer | à géolocaliser                   | Image manquante |
| Monument aux morts                                                               | À déterminer                                                            | Foulayronnes                 | À côté de l'église Saint-Martin                                                              |                                                                                            | À déterminer | à géolocaliser                   | Image manquante |
| Monument aux morts                                                               | À déterminer                                                            | Foulayronnes                 | À côté de l'église Saint-Jacques                                                             |                                                                                            | À déterminer | à géolocaliser                   | Image manquante |
| Monument aux morts                                                               | À déterminer                                                            | Foulayronnes                 | À côté de la mairie                                                                          |                                                                                            | À déterminer | à géolocaliser                   | Image manquante |
| Monument aux morts                                                               | À déterminer                                                            | Foulayronnes                 | À côté du cimetière et de l'église Saint-Jean-Baptiste                                       |                                                                                            | À déterminer | à géolocaliser                   | Monument aux morts |
| Monument aux morts                                                               | À déterminer                                                            | Fourques-sur-Garonne         | À déterminer                                                                                 |                                                                                            | À déterminer | à géolocaliser                   | Monument aux morts |
| Monument aux morts                                                               | À déterminer                                                            | Francescas                   | Intersection de la route de Lasserre et du boulevard du Nord                                 |                                                                                            | À déterminer | à géolocaliser                   | Image manquante |
| Monument aux morts                                                               | À déterminer                                                            | Fréchou                      | À déterminer                                                                                 |                                                                                            | À déterminer | à géolocaliser                   | Image manquante |
| Monument aux morts                                                               | À déterminer                                                            | Frégimont                    | Devant la mairie                                                                             |                                                                                            | À déterminer | à géolocaliser                   | Monument aux morts |
| Monument aux morts                                                               | À déterminer                                                            | Frespech                     | Sur la place Alfred Planchamp                                                                |                                                                                            | À déterminer | à géolocaliser                   | Monument aux morts |
| Monument aux morts de 1870-1871,                                                 | Antoine Bourlange                                                       | Fumel                        | Sur la place Voltaire                                                                        |                                                                                            | 1910         | 44° 30′ 01″ nord, 0° 57′ 55″ est | Image manquante |
| Monument aux morts                                                               | Jean Magrou                                                             | Fumel                        | Sur la place Voltaire                                                                        |                                                                                            | 1922         | 44° 30′ 01″ nord, 0° 57′ 55″ est | Image manquante |
| Poilu baïonnette au canon (d) (monument aux morts)                               | Copie d'après Étienne Camus                                             | Galapian                     | Devant la mairie                                                                             |                                                                                            | À déterminer | à géolocaliser                   | Poilu baïonnette au canon (d) (monument aux morts) |
| Monument aux morts                                                               | À déterminer                                                            | Gaujac                       | À côté de la salle municipale Jean Poulmarach                                                |                                                                                            | À déterminer | à géolocaliser                   | Monument aux morts |
| Monument aux morts                                                               | À déterminer                                                            | Gavaudun                     | Dans le cimetière                                                                            |                                                                                            | 1922         | à géolocaliser                   | Image manquante |
| Monument aux morts                                                               | Raoul Lamourdedieu (statue) et Léon Hernot (médaillon sur le piédestal) | Gontaud-de-Nogaret           | Sur la place Aristide Briand                                                                 |                                                                                            | À déterminer | à géolocaliser                   | Monument aux morts« Monument aux morts de 1914-1918 à Gontaud-de-Nogaret », sur À nos grands hommes                                                          |
| Monument aux morts de Saint-Pierre-de-Nogaret                                    | À déterminer                                                            | Gontaud-de-Nogaret           | À côté de l'église Saint-Pierre-ès-Liens                                                     |                                                                                            | À déterminer | à géolocaliser                   | Image manquante |
| Monument aux morts                                                               | À déterminer                                                            | Granges-sur-Lot              | Sur la place Papon-Lagrave, en face de la Poste                                              |                                                                                            | À déterminer | à géolocaliser                   | Monument aux morts |
| Monument aux morts de Grateloup                                                  | À déterminer                                                            | Grateloup-Saint-Gayrand      | À déterminer                                                                                 |                                                                                            | À déterminer | à géolocaliser                   | Monument aux morts de Grateloup |
| Monument aux morts de Saint-Gayrand                                              | À déterminer                                                            | Grateloup-Saint-Gayrand      | Sur la façade de la mairie                                                                   | Plaque.                                                                                    | À déterminer | à géolocaliser                   | Image manquante |
| Monument aux morts                                                               | À déterminer                                                            | Grayssas                     | Sur la place de la mairie                                                                    |                                                                                            | À déterminer | à géolocaliser                   | Image manquante |
| Monument aux morts                                                               | À déterminer                                                            | Grézet-Cavagnan              | Dans le cimetière, à côté de l'église                                                        |                                                                                            | À déterminer | à géolocaliser                   | Monument aux morts |
| Monument aux morts                                                               | À déterminer                                                            | Guérin                       | Devant la mairie                                                                             |                                                                                            | À déterminer | à géolocaliser                   | Monument aux morts |
| Monument aux morts                                                               | À déterminer                                                            | Hautefage-la-Tour            | À côté de la mairie                                                                          |                                                                                            | À déterminer | à géolocaliser                   | Image manquante |
| Monument aux morts                                                               | À déterminer                                                            | Hautesvignes                 | À côté de l'église Saint-Étienne                                                             |                                                                                            | À déterminer | à géolocaliser                   | Image manquante |
| Monument aux morts                                                               | À déterminer                                                            | Houeillès                    | Devant la mairie                                                                             |                                                                                            | À déterminer | à géolocaliser                   | Image manquante |
| Monument aux morts                                                               | À déterminer                                                            | Jusix                        | Sur la façade de la mairie                                                                   |                                                                                            | À déterminer | à géolocaliser                   | Monument aux morts |
| Monument aux morts                                                               | À déterminer                                                            | La Croix-Blanche             | À déterminer                                                                                 |                                                                                            | À déterminer | à géolocaliser                   | Image manquante |
| Monument aux morts                                                               | À déterminer                                                            | La Réunion                   | À déterminer                                                                                 |                                                                                            | À déterminer | à géolocaliser                   | Monument aux morts |
| Poilu baïonnette au canon (d) (monument aux morts)                               | Copie d'après Étienne Camus                                             | La Sauvetat-de-Savères       | À côté de l'église Saint-Pierre                                                              |                                                                                            | À déterminer | à géolocaliser                   | Poilu baïonnette au canon (d) (monument aux morts) |
| Monument aux morts                                                               | À déterminer                                                            | La Sauvetat-du-Dropt         | Angle route d'Eymet et route du Pont                                                         |                                                                                            | À déterminer | 44° 38′ 52″ nord, 0° 20′ 28″ est | Monument aux morts de La Sauvetat-du-Dropt |
| Monument aux morts                                                               | À déterminer                                                            | Labastide-Castel-Amouroux    | Devant la mairie                                                                             |                                                                                            | À déterminer | à géolocaliser                   | Monument aux morts |
| Monument aux morts                                                               | À déterminer                                                            | Labretonie                   | Dans le cimetière                                                                            |                                                                                            | À déterminer | à géolocaliser                   | Image manquante |
| Monument aux morts                                                               | À déterminer                                                            | Lacaussade                   | À côté de l'église                                                                           |                                                                                            | À déterminer | à géolocaliser                   | Monument aux morts |
| Monument aux morts                                                               | À déterminer                                                            | Lachapelle                   | À côté de l'église Saint-Roch                                                                |                                                                                            | 1954         | à géolocaliser                   | Monument aux morts |
| Le Poilu victorieux (monument aux morts)                                         | Copie d'après Eugène Bénet                                              | Lafox                        | Route d'Agen (RD 813), près de la mairie                                                     |                                                                                            | À déterminer | 44° 10′ 10″ nord, 0° 41′ 54″ est | Image manquante |
| Poilu au repos (monument aux morts)                                              | Copie d'après Étienne Camus                                             | Lagupie                      | Dans le cimetière                                                                            |                                                                                            | À déterminer | à géolocaliser                   | Poilu au repos (monument aux morts)« Monuments aux morts de 1914 - 1918 et 1939-1945 à Lagupie », sur À nos grands hommes                                    |
| Monument aux morts                                                               | À déterminer                                                            | Lalandusse                   | À déterminer                                                                                 |                                                                                            | À déterminer | 44° 39′ 26″ nord, 0° 31′ 48″ est | Monument aux morts de Lalandusse |
| Monument aux morts                                                               | À déterminer                                                            | Laplume                      | Sur la place des Anciens-Combattants                                                         |                                                                                            | À déterminer | à géolocaliser                   | Image manquante |
| Monument aux morts                                                               | Georges Vivent                                                          | Laroque-Timbaut              | Sur la place de l'Hôtel-de-Ville                                                             |                                                                                            | À déterminer | à géolocaliser                   | Image manquante |
| Poilu au repos (monument aux morts)                                              | Copie d'après Étienne Camus                                             | Laugnac                      | Sur la place du Foirail                                                                      |                                                                                            | À déterminer | à géolocaliser                   | Image manquante |
| Monument aux morts                                                               | Daniel-Joseph Bacqué                                                    | Lavardac                     | Intersection de la rue du Port et de l'avenue du Général de Gaulle                           |                                                                                            | 1922         | à géolocaliser                   | Monument aux morts« Monument aux morts de 1914-1918 à Lavardac », sur À nos grands hommes                                                                    |
| Monument aux morts                                                               | À déterminer                                                            | Layrac                       | Mail                                                                                         |                                                                                            | À déterminer | à géolocaliser                   | Image manquante |
| Monument aux morts                                                               | À déterminer                                                            | Le Mas-d'Agenais             | À déterminer                                                                                 |                                                                                            | À déterminer | à géolocaliser                   | Monument aux morts |
| Monument aux morts                                                               | À déterminer                                                            | Le Passage                   | Face à la mairie                                                                             |                                                                                            | À déterminer | 44° 12′ 04″ nord, 0° 36′ 08″ est | Monument aux morts |
| Le Poilu mourant en défendant le Drapeau (monument aux morts)                    | À déterminer                                                            | Le Temple-sur-Lot            | Sur la place de la Mairie                                                                    |                                                                                            | À déterminer | à géolocaliser                   | Image manquante |
| Monument aux morts                                                               | À déterminer                                                            | Lerm-et-Musset               | Dans l'église Notre-Dame                                                                     |                                                                                            | À déterminer | à géolocaliser                   | Monument aux morts |
| Monument aux morts                                                               | À déterminer                                                            | Lévignac-de-Guyenne          | Intersection de la RD 708 et de la RD 228                                                    |                                                                                            | À déterminer | à géolocaliser                   | Monument aux morts |
| Monument aux morts                                                               | À déterminer                                                            | Leyritz-Moncassin            | À côté de l'église Saint-Laurent                                                             |                                                                                            | 1986         | à géolocaliser                   | Monument aux morts |
| Monument aux morts                                                               | À déterminer                                                            | Loubès-Bernac                | À côté de l'église Saint-Pierre                                                              |                                                                                            | 1922         | à géolocaliser                   | Monument aux morts |
| Monument aux morts                                                               | À déterminer                                                            | Lusignan-Petit               | À déterminer                                                                                 |                                                                                            | À déterminer | à géolocaliser                   | Monument aux morts |
| Monument aux morts                                                               | À déterminer                                                            | Marcellus                    | À côté de l'église Saint-Pierre                                                              |                                                                                            | À déterminer | à géolocaliser                   | Monument aux morts |
| Monument aux morts                                                               | Raoul Lamourdedieu                                                      | Marmande                     | Sur la place du 11-novembre, en face de la gare                                              | Inscrit MH (2014).                                                                         | 1922         | 44° 30′ 10″ nord, 0° 10′ 03″ est | Monument aux morts de Marmande |
| Monument aux morts                                                               | À déterminer                                                            | Marmande                     | Au lieu-dit « Coussan », sur le parvis de l'église Saint-Vincent                             |                                                                                            | À déterminer | à géolocaliser                   | Monument aux morts |
| Monument aux morts                                                               | À déterminer                                                            | Masquières                   | À déterminer                                                                                 |                                                                                            | À déterminer | à géolocaliser                   | Monument aux morts |
| Monument aux morts                                                               | À déterminer                                                            | Mauvezin-sur-Gupie           | Dans le cimetière, à côté de l'église                                                        |                                                                                            | À déterminer | à géolocaliser                   | Monument aux morts |
| Monument aux morts de 1914-1918                                                  | À déterminer                                                            | Mazières-Naresse             | À déterminer                                                                                 |                                                                                            | À déterminer | à géolocaliser                   | Monument aux morts de 1914-1918 |
| Monument aux morts                                                               | À déterminer                                                            | Mazières-Naresse             | À déterminer                                                                                 |                                                                                            | À déterminer | à géolocaliser                   | Monument aux morts |
| Monument aux morts                                                               | Georges Vivent                                                          | Meilhan-sur-Garonne          | Sur la place Neuf-Brisach                                                                    |                                                                                            | À déterminer | à géolocaliser                   | Monument aux morts« Monument aux morts de 1914-1918 à Meilhan-sur-Garonne », sur À nos grands hommes                                                         |
| Monument aux morts                                                               | Daniel-Joseph Bacqué                                                    | Mézin                        | À côté de la mairie et de l'église Saint-Jean-Baptiste                                       | Inscrit MH (2014).                                                                         | 1925         | 44° 03′ 21″ nord, 0° 15′ 25″ est | Monument aux morts de Mézin |
| Monument aux morts                                                               | À déterminer                                                            | Miramont-de-Guyenne          | À déterminer                                                                                 |                                                                                            | À déterminer | à géolocaliser                   | Monument aux morts |
| Monument aux résistants morts le 16 juin 1944                                    | À déterminer                                                            | Monbalen                     | Au bord du CD 110                                                                            |                                                                                            | À déterminer | à géolocaliser                   | Monument aux résistants morts le 16 juin 1944 |
| Monument aux morts,                                                              | Antoine Bourlange                                                       | Monclar                      | Devant la mairie                                                                             |                                                                                            | À déterminer | 44° 26′ 49″ nord, 0° 31′ 34″ est | Image manquante |
| Monument aux morts                                                               | À déterminer                                                            | Moncrabeau                   | À déterminer                                                                                 |                                                                                            | À déterminer | à géolocaliser                   | Image manquante |
| Monument aux morts                                                               | À déterminer                                                            | Monflanquin                  | Sur la place Yves Balségur                                                                   |                                                                                            | À déterminer | à géolocaliser                   | Monument aux morts« Monument aux morts de 1914-1918 à Monflanquin », sur À nos grands hommes                                                                 |
| Monument aux morts                                                               | À déterminer                                                            | Monségur                     | Au chevet de l'église Notre-Dame                                                             |                                                                                            | À déterminer | à géolocaliser                   | Monument aux morts |
| Monument aux morts                                                               | À déterminer                                                            | Montaut                      | À côté de l'église Saint-Pierre                                                              |                                                                                            | À déterminer | à géolocaliser                   | Monument aux morts |
| Monument aux morts                                                               | À déterminer                                                            | Montesquieu                  | Devant la mairie                                                                             |                                                                                            | À déterminer | à géolocaliser                   | Monument aux morts |
| Monument aux morts                                                               | À déterminer                                                            | Montgaillard-en-Albret       | À déterminer                                                                                 |                                                                                            | À déterminer | à géolocaliser                   | Monument aux morts |
| Monument aux morts                                                               | À déterminer                                                            | Montpouillan                 | À côté de l'église Saint-Étienne                                                             |                                                                                            | 1922         | à géolocaliser                   | Monument aux morts |
| Monument aux morts                                                               | À déterminer                                                            | Montagnac-sur-Lède           | À déterminer                                                                                 |                                                                                            | À déterminer | à géolocaliser                   | Monument aux morts |
| Monument aux morts                                                               | À déterminer                                                            | Montauriol                   | Sur le parvis de l'église Saint-Jean                                                         |                                                                                            | À déterminer | à géolocaliser                   | Monument aux morts |
| Monument aux morts                                                               | À déterminer                                                            | Moustier                     | À déterminer                                                                                 |                                                                                            | À déterminer | 44° 38′ 10″ nord, 0° 18′ 00″ est | Monument aux morts de Moustier |
| Le Mobile (d) (monument aux morts de 1870-1871)                                  | Copie d'après Aristide Croisy                                           | Nérac                        | Avenue Maréchal-de-Lattre-de-Tassigny                                                        | Également appelé Monument du Souvenir français.                                            | 1906         | à géolocaliser                   | Le Mobile (d) (monument aux morts de 1870-1871)« Monument aux morts de 1870, ou Monument du Souvenir français à Nérac », sur À nos grands hommes             |
| Monument aux morts                                                               | Auguste Guenot                                                          | Nérac                        | Avenue Maréchal-de-Lattre-de-Tassigny                                                        |                                                                                            | 1923         | à géolocaliser                   | Monument aux morts« Monument aux morts de 1914-1918 à Nérac », sur À nos grands hommes                                                                       |
| Monument aux morts                                                               | À déterminer                                                            | Nicole                       | À côté de l'église Saint-Symphorien                                                          |                                                                                            | À déterminer | à géolocaliser                   | Monument aux morts |
| Monument aux morts                                                               | À déterminer                                                            | Pardaillan                   | À côté de l'église Notre-Dame                                                                |                                                                                            | À déterminer | à géolocaliser                   | Monument aux morts |
| Monument aux morts                                                               | À déterminer                                                            | Paulhiac                     | À déterminer                                                                                 |                                                                                            | À déterminer | à géolocaliser                   | Monument aux morts |
| Monument aux morts,                                                              | Antoine Bourlange                                                       | Penne-d'Agenais              | Sur la place Gambetta                                                                        |                                                                                            | 1921         | 44° 23′ 19″ nord, 0° 49′ 08″ est | Monument aux morts de Penne-d'Agenais |
| Monument aux déportés de la prison d'Eysses                                      | À déterminer                                                            | Penne-d'Agenais              | À côté de la gare de Penne                                                                   |                                                                                            | À déterminer | à géolocaliser                   | Monument aux déportés de la prison d'Eysses |
| Monument aux morts                                                               | À déterminer                                                            | Peyrière                     | Dans le cimetière, à côté de l'église Saint-Pierre                                           |                                                                                            | À déterminer | à géolocaliser                   | Monument aux morts |
| Monument aux morts                                                               | À déterminer                                                            | Pindères                     | À déterminer                                                                                 |                                                                                            | À déterminer | à géolocaliser                   | Monument aux morts |
| Monument aux morts                                                               | À déterminer                                                            | Pompiey                      | À déterminer                                                                                 |                                                                                            | À déterminer | à géolocaliser                   | Monument aux morts |
| Monument aux morts                                                               | À déterminer                                                            | Pompogne                     | À déterminer                                                                                 |                                                                                            | À déterminer | à géolocaliser                   | Monument aux morts |
| Monument aux morts                                                               | Grégoire Calvet                                                         | Port-Sainte-Marie            | À déterminer                                                                                 |                                                                                            | 1925         | à géolocaliser                   | Image manquante |
| Monument aux morts                                                               | À déterminer                                                            | Poudenas                     | Devant la mairie                                                                             |                                                                                            | À déterminer | à géolocaliser                   | Monument aux morts |
| Monument aux morts                                                               | À déterminer                                                            | Poussignac                   | À déterminer                                                                                 |                                                                                            | À déterminer | à géolocaliser                   | Monument aux morts |
| Poilu au repos (monument aux morts)                                              | Copie d'après Étienne Camus                                             | Puch-d'Agenais               | À déterminer                                                                                 |                                                                                            | À déterminer | à géolocaliser                   | Poilu au repos (monument aux morts) |
| Monument aux morts                                                               | Antoine Bourlange                                                       | Pujols                       | Sur la place du 14 Juillet                                                                   |                                                                                            | À déterminer | 44° 23′ 10″ nord, 0° 41′ 24″ est | Monument aux morts de Pujols |
| Monument aux morts                                                               | À déterminer                                                            | Puymiclan                    | À déterminer                                                                                 |                                                                                            | À déterminer | à géolocaliser                   | Monument aux morts |
| Poilu au repos (monument aux morts)                                              | Copie d'après Étienne Camus                                             | Puymirol                     | Rue royale, devant l'église                                                                  |                                                                                            | À déterminer | à géolocaliser                   | Poilu au repos (monument aux morts)« Monument aux morts de 1914-1918 à Puymirol », sur À nos grands hommes                                                   |
| Monument aux morts                                                               | À déterminer                                                            | Puysserampion                | À déterminer                                                                                 |                                                                                            | À déterminer | à géolocaliser                   | Monument aux morts |
| Monument aux morts                                                               | À déterminer                                                            | Rives                        | Sur la façade de l'église Saint-Pierre-ès-Liens                                              |                                                                                            | À déterminer | à géolocaliser                   | Monument aux morts |
| Monument aux morts                                                               | À déterminer                                                            | Romestaing                   | À déterminer                                                                                 |                                                                                            | À déterminer | à géolocaliser                   | Monument aux morts |
| Monument aux morts                                                               | À déterminer                                                            | Roquefort                    | À déterminer                                                                                 |                                                                                            | À déterminer | à géolocaliser                   | Monument aux morts |
| Monument aux morts                                                               | À déterminer                                                            | Ruffiac                      | À côté de la mairie                                                                          |                                                                                            | À déterminer | à géolocaliser                   | Monument aux morts |
| Monument aux morts                                                               | À déterminer                                                            | Saint-Antoine-de-Ficalba     | À déterminer                                                                                 |                                                                                            | À déterminer | à géolocaliser                   | Monument aux morts |
| Monument aux morts                                                               | À déterminer                                                            | Saint-Astier                 | À déterminer                                                                                 |                                                                                            | À déterminer | à géolocaliser                   | Monument aux morts |
| Monument aux morts                                                               | À déterminer                                                            | Saint-Aubin                  | À déterminer                                                                                 |                                                                                            | À déterminer | à géolocaliser                   | Monument aux morts |
| Monument aux morts                                                               | À déterminer                                                            | Saint-Avit                   | À déterminer                                                                                 |                                                                                            | À déterminer | à géolocaliser                   | Monument aux morts |
| Monument aux morts                                                               | Antoine Bourlange                                                       | Saint-Barthélemy-d'Agenais   | À côté du cimetière                                                                          |                                                                                            | À déterminer | à géolocaliser                   | Image manquante |
| Monument aux morts                                                               | À déterminer                                                            | Saint-Eutrope-de-Born        | À déterminer                                                                                 |                                                                                            | À déterminer | à géolocaliser                   | Monument aux morts |
| Monument aux morts                                                               | À déterminer                                                            | Saint-Georges                | À déterminer                                                                                 |                                                                                            | À déterminer | à géolocaliser                   | Monument aux morts |
| Monument aux morts                                                               | À déterminer                                                            | Saint-Géraud                 | À déterminer                                                                                 |                                                                                            | À déterminer | à géolocaliser                   | Monument aux morts |
| Monument aux morts de Lusignan-le-Grand                                          | À déterminer                                                            | Saint-Hilaire-de-Lusignan    | À déterminer                                                                                 |                                                                                            | À déterminer | à géolocaliser                   | Monument aux morts de Lusignan-le-Grand |
| Monument aux morts de Saint-Hilaire-sur-Garonne                                  | À déterminer                                                            | Saint-Hilaire-de-Lusignan    | À déterminer                                                                                 |                                                                                            | À déterminer | à géolocaliser                   | Monument aux morts de Saint-Hilaire-sur-Garonne |
| Monument aux morts                                                               | À déterminer                                                            | Saint-Martin-Curton          | À déterminer                                                                                 |                                                                                            | À déterminer | à géolocaliser                   | Monument aux morts |
| Monument aux morts                                                               | À déterminer                                                            | Saint-Martin-de-Beauville    | À déterminer                                                                                 |                                                                                            | À déterminer | à géolocaliser                   | Monument aux morts |
| Monument aux morts                                                               | À déterminer                                                            | Saint-Martin-Petit           | À déterminer                                                                                 |                                                                                            | À déterminer | à géolocaliser                   | Monument aux morts |
| Monument aux morts                                                               | Jean Descamps                                                           | Saint-Maurin                 | Grande rue, à côté de l'église Saint-Martin-d'Anglars                                        | Inscrit MH (2014).                                                                         | 1924         | 44° 12′ 26″ nord, 0° 53′ 31″ est | Monument aux morts de Saint-Maurin |
| Monument aux morts                                                               | À déterminer                                                            | Saint-Pastour                | Devant la mairie                                                                             |                                                                                            | À déterminer | à géolocaliser                   | Monument aux morts |
| Monument aux fusillés du 7 juin 1944                                             | À déterminer                                                            | Saint-Pierre-de-Clairac      | À déterminer                                                                                 | Commémore la tragédie de Saint-Pierre-de-Clairac.                                          | À déterminer | à géolocaliser                   | Monument aux fusillés du 7 juin 1944 |
| Poilu au repos (monument aux morts)                                              | Copie d'après Étienne Camus                                             | Saint-Quentin-du-Dropt       | À déterminer                                                                                 |                                                                                            | À déterminer | à géolocaliser                   | Poilu au repos (monument aux morts) |
| Monument aux morts                                                               | À déterminer                                                            | Saint-Robert                 | À déterminer                                                                                 |                                                                                            | À déterminer | à géolocaliser                   | Monument aux morts |
| Monument aux morts                                                               | À déterminer                                                            | Saint-Romain-le-Noble        | Sous le porche de l'église Saint-Romain                                                      |                                                                                            | À déterminer | à géolocaliser                   | Monument aux morts |
| Monument aux morts                                                               | À déterminer                                                            | Saint-Salvy                  | Devant l'ancienne mairie-école                                                               |                                                                                            | À déterminer | à géolocaliser                   | Monument aux morts |
| Monument aux morts                                                               | À déterminer                                                            | Saint-Sardos                 | À déterminer                                                                                 |                                                                                            | À déterminer | à géolocaliser                   | Monument aux morts |
| Poilu au repos (monument aux morts)                                              | Copie d'après Étienne Camus                                             | Saint-Sauveur-de-Meilhan     | À déterminer                                                                                 |                                                                                            | À déterminer | à géolocaliser                   | Poilu au repos (monument aux morts) |
| Monument aux morts                                                               | À déterminer                                                            | Saint-Sernin                 | À déterminer                                                                                 |                                                                                            | À déterminer | à géolocaliser                   | Monument aux morts |
| Monument aux morts                                                               | À déterminer                                                            | Saint-Vite                   | À déterminer                                                                                 |                                                                                            | À déterminer | à géolocaliser                   | Monument aux morts |
| Monument aux morts                                                               | Gourdon                                                                 | Sainte-Bazeille              | Sur la place de la République                                                                |                                                                                            | À déterminer | à géolocaliser                   | Monument aux morts« Monument aux morts de 1914-1918 à Sainte-Bazeille », sur À nos grands hommes                                                             |
| Monument aux morts                                                               | À déterminer                                                            | Sainte-Colombe-de-Duras      | À déterminer                                                                                 |                                                                                            | À déterminer | à géolocaliser                   | Monument aux morts |
| Monument aux morts                                                               | Antoine Bourlange                                                       | Sainte-Colombe-de-Villeneuve | À déterminer                                                                                 |                                                                                            | À déterminer | 44° 21′ 34″ nord, 0° 39′ 34″ est | Image manquante |
| Monument aux morts                                                               | À déterminer                                                            | Sainte-Gemme-Martaillac      | À déterminer                                                                                 |                                                                                            | À déterminer | à géolocaliser                   | Monument aux morts |
| Monument aux morts,                                                              | Antoine Bourlange                                                       | Sainte-Livrade-sur-Lot       | Sur la place de Verdun                                                                       |                                                                                            | À déterminer | 44° 23′ 54″ nord, 0° 35′ 17″ est | Image manquante |
| Monument aux morts                                                               | À déterminer                                                            | Sauméjan                     | À déterminer                                                                                 |                                                                                            | À déterminer | à géolocaliser                   | Monument aux morts |
| Victoire aux drapeaux (monument aux morts)                                       | Édouard-Marcel Sandoz                                                   | Sauveterre-la-Lémance        | Sur la place des Platanes                                                                    | Inscrit MH (2014).                                                                         | 1925         | 44° 35′ 26″ nord, 1° 00′ 47″ est | Monument aux morts de Sauveterre-la-Lémance |
| Monument aux morts                                                               | À déterminer                                                            | Savignac-de-Duras            | À déterminer                                                                                 |                                                                                            | À déterminer | à géolocaliser                   | Monument aux morts |
| Monument aux morts                                                               | À déterminer                                                            | Savignac-sur-Leyze           | Dans le cimetière, à côté de l'église Saint-Jean-Baptiste                                    |                                                                                            | À déterminer | à géolocaliser                   | Monument aux morts |
| Monument aux morts                                                               | À déterminer                                                            | Sérignac-sur-Garonne         | À déterminer                                                                                 |                                                                                            | À déterminer | à géolocaliser                   | Monument aux morts |
| Monument aux morts                                                               | Antoine Bourlange                                                       | Seyches                      | Sur la façade de la mairie                                                                   |                                                                                            | À déterminer | 44° 33′ 04″ nord, 0° 18′ 19″ est | Monument aux morts de Seyches |
| Monument aux morts                                                               | À déterminer                                                            | Soumensac                    | À déterminer                                                                                 |                                                                                            | À déterminer | à géolocaliser                   | Monument aux morts |
| Monument aux morts                                                               | À déterminer                                                            | Tayrac                       | À déterminer                                                                                 |                                                                                            | À déterminer | à géolocaliser                   | Monument aux morts |
| Monument aux morts                                                               | À déterminer                                                            | Thézac                       | À déterminer                                                                                 |                                                                                            | À déterminer | à géolocaliser                   | Monument aux morts |
| Le Poilu mourant en défendant le Drapeau (monument aux morts)                    | Gourdon                                                                 | Tombebœuf                    | Rue principale                                                                               |                                                                                            | À déterminer | à géolocaliser                   | Image manquante |
| Monument aux morts                                                               | Raoul Lamourdedieu                                                      | Tonneins                     | Dans le parc de l'hôtel de ville                                                             |                                                                                            | 1922         | à géolocaliser                   | Monument aux morts« Monument aux morts 1914-1918 à Tonneins », sur À nos grands hommes                                                                       |
| Monument aux Résistants morts                                                    | Hugues Maurin                                                           | Tonneins                     | Sur la place Zoppola                                                                         |                                                                                            | 1946         | à géolocaliser                   | Image manquante |
| Le Poilu mourant en défendant le Drapeau (monument aux morts)                    | Gourdon                                                                 | Tournon-d'Agenais            | À côté de l'église Saint-Barthélemy                                                          |                                                                                            | À déterminer | à géolocaliser                   | Le Poilu mourant en défendant le Drapeau (monument aux morts)« Monument aux morts de 1914-1918 à Tournon-d'Agenais », sur À nos grands hommes                |
| Monument aux morts                                                               | À déterminer                                                            | Tourtrès                     | À déterminer                                                                                 |                                                                                            | À déterminer | à géolocaliser                   | Monument aux morts |
| Monument aux morts                                                               | À déterminer                                                            | Trémons                      | À déterminer                                                                                 |                                                                                            | À déterminer | à géolocaliser                   | Monument aux morts |
| Monument aux morts                                                               | Daniel-Joseph Bacqué                                                    | Vianne                       | Impasse de la Louve                                                                          |                                                                                            | 1920         | à géolocaliser                   | Monument aux morts« Monument aux morts 1914-1918 à Vianne », sur À nos grands hommes                                                                         |
| Monument aux morts                                                               | À déterminer                                                            | Villefranche-du-Queyran      | À déterminer                                                                                 |                                                                                            | À déterminer | à géolocaliser                   | Monument aux morts |
| Monument aux morts                                                               | À déterminer                                                            | Villeneuve-de-Duras          | À déterminer                                                                                 |                                                                                            | À déterminer | à géolocaliser                   | Monument aux morts |
| Pour le drapeau (monument aux morts)                                             | Georges Bareau                                                          | Villeneuve-sur-Lot           | Allées Georges Leygues                                                                       |                                                                                            | 1904         | à géolocaliser                   | Pour le drapeau (monument aux morts)« Monument aux morts de 1870, dit Pour le drapeau à Villeneuve-sur-Lot », sur À nos grands hommes                        |
| Monument aux morts                                                               | Antoine Bourlange                                                       | Villeneuve-sur-Lot           | Dans le parc du vieux collège                                                                |                                                                                            | 1923         | à géolocaliser                   | Image manquante |
| Monument aux morts                                                               | À déterminer                                                            | Villeréal                    | Sur la place Jules Ferry                                                                     |                                                                                            | À déterminer | à géolocaliser                   | Monument aux morts« Monument aux morts 1914-1918 à Villeréal », sur À nos grands hommes                                                                      |
| Monument aux morts                                                               | À déterminer                                                            | Villeton                     | Au bord du canal de la Garonne et de la RD 120                                               |                                                                                            | À déterminer | à géolocaliser                   | Monument aux morts |
| Monument aux morts                                                               | À déterminer                                                            | Virazeil                     | À déterminer                                                                                 |                                                                                            | À déterminer | à géolocaliser                   | Monument aux morts |
| Monument aux morts de Sainte-Abondance                                           | À déterminer                                                            | Virazeil                     | À déterminer                                                                                 |                                                                                            | À déterminer | à géolocaliser                   | Monument aux morts de Sainte-Abondance |
| Monument aux morts                                                               | À déterminer                                                            | Xaintrailles                 | À côté de l'église Saint-Jean-Baptiste                                                       |                                                                                            | À déterminer | à géolocaliser                   | Image manquante |

## Monuments disparus ou retirés
| Œuvre              | Auteur       | Commune      | Localisation            | Notes                                                               | Installation | Coordonnées    | Illustration    |
| ------------------ | ------------ | ------------ | ----------------------- | ------------------------------------------------------------------- | ------------ | -------------- | --------------- |
| Monument aux morts | À déterminer | Castillonnès | Sur la place du théâtre | Retiré en 2015[pourquoi ?] pour être remplacé par un monument neuf. | À déterminer | à géolocaliser | Image manquante |